# 剣山スキー場
剣山スキー場（つるぎさんスキーじょう）は、徳島県美馬郡つるぎ町一宇字桑平にあるスキー場である。開業は1976年。とくしま88景に選定。
四国で最も標高の高いスキー場である。県内には本スキー場と井川スキー場腕山の2つのみである。ただし、基本的に2007年度より休業中であり、自然雪のある休日に限りゲレンデを開放している（リフトは動いていない）。

## コース
- タートルコース（630m）
- ベアーコース（350m）
- ポニーコース（240m）
- ハーフパイプ（85m）

## リフト
- ペアリフト

## アクセス
- JR徳島線「貞光駅」下車、車で1時間30分。
- 徳島市から徳島自動車道「美馬インターチェンジ」、国道438号を36km。
- 高松市から国道193号を49km、穴吹町で右折、国道192号を11km、つるぎ町貞光で左折、国道438号を36km。
- 池田町から国道192号を22km、つるぎ町貞光で右折、国道438号を36km。